# Savana alberata a mopane dello Zambesi
La savana alberata a mopane dello Zambesi (codice WWF: AT0725) è una ecoregione terrestre dell'ecozona afrotropicale, definita dal WWF, e che si estende in modo discontinuo nell'Africa australe, attraverso Namibia, Botswana, Zimbabwe, Zambia, Malawi, Mozambico, Sudafrica e Swaziland.

## Territorio
È una ecoregione di savana che occupa un'estensione di 473.190 chilometri quadrati, limitata a nord dal fiume Luangwa e a sud dal Pongola.
La parte più estensa di questa ecoregione si estende dallo Swaziland, attraverso la parte nordorientale del Sudafrica, il sud dello Zimbabwe, l'ovest del Mozambico e, lungo la valle dello Zambesi, attraverso il nord dello Zimbabwe. Una parte più piccola si estende dal nord del Botswana e l'estremo orientale della fascia di Caprivi, in Namibia, fino alla valle del Luangwa in Zambia. La valle dello Shire, in Malawi, e le aree che circondano le zone inundabili dei piani del Kafue, in Zambia, appartengono a questa ecoregione.
Questa ecoregione contiene vari grandi fiumi dell'Africa australe: Zambesi, Luangwa, Shire, Limpopo, Save, Crocodile e Nkomati.
Il clima è tropicale, piovoso in estate, principalmente tra novembre e aprile. Le precipitazioni annuali variano tra 250 e 1000 millimetri. Le temperature oscillano tra -4º e 46 °C, con una media annuale tra 18º e 24 °C.

## Flora

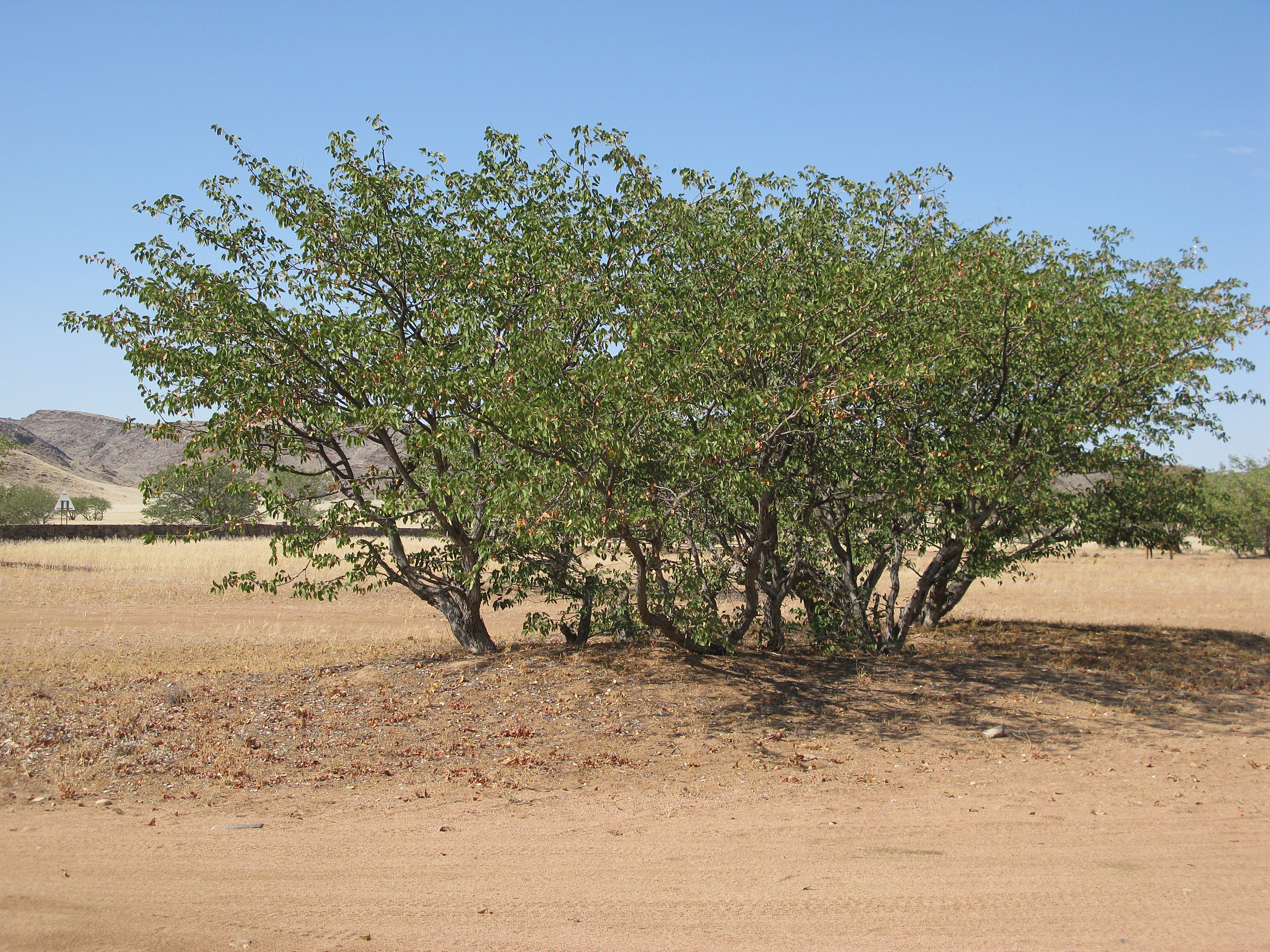
Boschetto di mopane (Colophospermum mopane)

L'albero che dà nome all'ecoregione, il mopane (Colophospermum mopane), è il più rappresentativo di questa savana alberata. A volte si trova associato con altri alberi e arbusti significativi come il baobab africano (Adansonia digitata), Kirkia acuminata, Dalbergia melanoxylon, Combretum apiculatum, Combretum imberbe,  Senegalia nigrescens,  Cissus cornifolia e Commiphora spp.
Le comunità di mopane variano in altezza e densità, in funzione del clima e del tipo di suolo, da savana alberata aperta con esemplari da uno a tre metri di altezza, fino alle dense cattedrali di mopane dello Zambia, che raggiungono i 25 metri di altezza.
La densità di piante erbacee è molto variabile. Tra le graminacee tipiche è possibile citare la pangola (Digitaria eriantha), Brachiaria deflexa, Echinochloa colona, Cenchrus ciliaris, Enneapogon cenchroides, Pogonarthria squarrosa, Schmidtia pappophoroides, Stipagrostis uniplumis, Urochloa spp., Aristida spp. e Eragrostis spp..
All'est e al nordest, il mopane non è così abbondante; le principali specie legnose sono il baobab africano (Adansonia digitata), l'ebano africano (Diospyros mespiliformis), il fico sicomoro (Ficus sycomorus), l'albero delle salsicce (Kigelia africana), Lonchocarpus capassa, Trichilia emetica, il mashatu (Xanthocercis zambesiaca), Xeroderris stuhlmannii, Albizia spp. e Combretum spp..
A sudest, la savana alberata, più densa, è formata da Vachellia gerrardi, Senegalia nigrescens, Vachellia nilotica, Combretum apiculatum, Combretum collinum, Dichrostachys cinerea, Kirkia acuminata, Peltophorum africanum, Piliostigma thonningii, la marula (Sclerocarya birrea) e Terminalia sericea. Tra le erbacee, nelle zone secche abbondano Themeda triandra, l'erba di Guinea (Panicum maximum), Heteropogon contortus, Enneapogon cenchroides e Urochloa mossambicensis, mentre nelle zone più umide predominano le specie Hyperthelia dissoluta e Hyparrhenia hirta.
Nell'estremo sud dell'ecoregione, principalmente nella Riserva di caccia Josefsdal Songimvelo, in Sudafrica, crescono due cicadacee endemiche, Encephalartos heenanii e Encephalartos paucidentatus, entrambe minacciate di estinzione.

## Fauna
Questa ecoregione ospita una delle maggiori popolazioni africane di elefante africano (Loxodonta africana) e di rinoceronte nero (Diceros bicornis), così come importanti popolazioni di rinoceronte bianco (Ceratotherium simum), ippopotamo (Hippopotamus amphibius), bufalo nero (Syncerus caffer), gnu (Connochaetes taurinus), giraffa (Giraffa giraffa), nyala (Tragelaphus angasii), sciacallo dalla gualdrappa (Canis mesomelas), kudu maggiore (Tragelaphus strepsiceros), impala (Aepyceros melampus), nototrago di Sharpe (Raphicerus sharpei), leone (Panthera leo), ghepardo (Acinonyx jubatus), iena maculata (Crocuta crocuta), leopardo (Panthera pardus) e licaone (Lycaon pictus).
Tra i volatili si segnalano la garzetta collobruno (Egretta vinaceigula) e la cicogna bianca (Ciconia ciconia).
Tra i rettili endemici meritano una menzione la anfisbenia Chirindia langi, la lucertola cordilide Platysaurus torquatus e il serpente atractaspidide Xenocalamus sabiensis.
Il mopane serve di alimento a molti animali, dagli elefanti al bruco del mopane (Gonimbrasia belina).

## Conservazione
Relativamente intatta.
La peggiore minaccia per l'ecoregione è il bracconaggio e, in alcuni luoghi, l'aumento della popolazione umana.
Più del 45% dell'ecoregione si trova in zone protette in riserve statali e private, soprattutto nel sud.
L'area protetta più importante è il parco transfrontaliero del Grande Limpopo, che consentirà di collegare il parco nazionale del Limpopo del Mozambico, il parco nazionale Kruger del Sudafrica, il parco nazionale Gonarezhou, il parco nazionale Manjinj e il parco nazionale Malipati nello Zimbabwe in un'unica area faunistica protetta.
Altri parchi nazionali notevoli sono quelli di Banhine, Gorongosa e Zinave in Mozambico, e quelli di Chobe e Moremi in Botswana.